# Robert François Quesnay de Saint-Germain
Robert François Joseph Quesnay de Saint-Germain (* 23. Januar 1751 in Valenciennes; † 8. April 1805 in Bassanges, Département Maine-et-Loire) war ein französischer Politiker, Wirtschaftsexperte und Jurist.
Er war ein Enkel des berühmten Ökonomen François Quesnay. Er ging in Nevers zur Schule und erhielt von seinem Vater eine landwirtschaftliche Ausbildung. Danach reiste er ins Ausland und fand freundliche Aufnahme unter anderem in Karlsruhe und Polen dank des Rufs seines Großvaters. Danach war er Sekretär von Anne Robert Jacques Turgot, als dieser Minister war (1774 bis 1776), und in den 1770er Jahren Berater im Finanzministerium (Cours des aides), wobei er 1776 Hofrat wurde. Er begrüßte die Französische Revolution und wurde 1790 Richter am Bezirksgericht (Tribunal) in Saumur. 1791/92 war er kurz gewählter Vertreter in der gesetzgebenden Versammlung (Deputierter für Maine-et-Loire). Danach zog er sich ins Privatleben zurück. Nach dem Staatsstreich Napoleons 1799, den er unterstützte, wurde er Präsident des Zivilgerichts in Saumur. Nach einigen Jahren zog er sich jedoch in den Ruhestand auf seinem Schloss in Bassanges zurück.
Er war in okkulten Freimaurerkreisen aktiv, was zu Verwechslungen mit dem bekannteren Graf von Saint-Germain führte. So erwähnte ihn Isabel Cooper-Oakley als Teilnehmer auf einem internationalen Freimaurertreffen in Paris 1785, gemeint war aber wohl Quesnay de Saint-Germain (der Graf von Saint Germain selbst war zu diesem Zeitpunkt bereits verstorben).
Sein Bruder Alexandre-Marie Quesnay de Beaurepaire (* um 1755 bis 1820) diente im Amerikanischen Unabhängigkeitskrieg in der Miliz von Virginia und gründete eine französische Schule in Philadelphia und eine französische Akademie in Richmond in Virginia. Aus den weiteren Plänen wurde nichts, da Quesnay de Beaurepaire in Paris von der Französischen Revolution überrascht wurde, in der er eine aktive Rolle spielte.

## Schriften
- Projet d’instructions et pouvoirs généraux et spéciaux à donner aux députés des Etats généraux, Paris 1789

## Nachweise
1. ↑  Eintrag in Christian Gottlieb Jöchers Gelehrtenlexikon, Bremen 1819
2. ↑  David Pratt, Saint Germain
3. ↑  Isabel Cooper-Oakley, The Comte de Saint Germain, 1912, S. 130, Sacred Texts
4. ↑  John G. Roberts, Francois Quesnay’s Heir, The Virginia Magazine of History and Historiography, Band 50, 1942, S. 143–150

| Personendaten    | Personendaten                                                         |
| ---------------- | --------------------------------------------------------------------- |
| NAME             | Saint-Germain, Robert François Quesnay de                             |
| ALTERNATIVNAMEN  | Saint-Germain, Robert François Joseph Quesnay de (vollständiger Name) |
| KURZBESCHREIBUNG | französischer Politiker, Jurist und Ökonom                            |
| GEBURTSDATUM     | 23. Januar 1751                                                       |
| GEBURTSORT       | Valenciennes                                                          |
| STERBEDATUM      | 8. April 1805                                                         |
| STERBEORT        | Bassanges                                                             |